# Ямайка
Ямайка (на английски: Jamaica, [dʒəˈmeɪkə]) е островна държава в Северна Америка . Заема част от архипелага на Големите Антилски острови в Карибско море. Разположена е на около 140 km южно от остров Куба и на 190 km западно от остров Еспаньола, където са разположени Хаити и Доминиканската република.

## История
Първите хора, населявали острова, са местните индианци араваки. Когато Колумб посещава Ямайка през 1494 г., обявява острова за испанско владение и постепенно превръща местното население в роби. Повечето от тях умират от болести, донесени от европейците, и от непосилния труд, на който биват подложени. Тогава много африканци са докарани като роби и сега повече от 90% от жителите имат африкански предци. Великобритания поема контрола над острова през 1670 г. и той остава британска колония до 1962 г. На 6 август 1962 г. Ямайка е обявена за независима конституционна монархия.

## География
Ямайка заема едноименния остров и няколко по-малки острови (Морант Кийс и Педро Кийс) в Карибско море. Разположена е на 140 km южно от Куба и на около 200 km западно от остров Еспаньола, от който я отделя протока Ямайка. Общата площ на страната е 10 991 km². Дължина от запад на изток 235 km, ширина – до 80 km.
Крайни точки:
- крайна северна точка – 18°31′30″ с. ш. 77°50′09″ з. д. / 18.525° с. ш. 77.835833° з. д..
- крайна южна точка – 17°42′21″ с. ш. 77°09′59″ з. д. / 17.705833° с. ш. 77.166389° з. д., нос Портланд.
- крайна западна точка – 18°16′07″ с. ш. 78°22′08″ з. д. / 18.268611° с. ш. 78.368889° з. д..
- крайна източна точка – 17°54′48″ с. ш. 76°10′56″ з. д. / 17.913333° с. ш. 76.182222° з. д., нос Морант, на брега на протока Ямайка.

Южният бряг на острова е силно разчленен, има много удобни заливи, но е обграден от коралови рифове. Северният бряг е скалист и слабо разчленен, като централната му част е заета от тясна пясъчна ивица от плажове, т.нар. Ямайска ривиера. Общата дължина на бреговата линия на страната е 570 km.
Голяма част от територията на Ямайка е заета от варовиково плато със средна височина 500 – 1000 m, а на места и повече. В източната част се издига планината Блу Маунтин, с най-висока точка 2256 m. Голямо разпространение имат карстовите форми на релефа. Покрай южното и западното крайбрежие са разположени алувиални низини. Остров Ямайка се намира в силно сеизмична зона, като през 1692 и 1907 г. са се случили катастрофални земетресения. На острова има над 100 находища на боксити (най-голямото е в Уилямсфийлд), образуването на които е свързано с преотлагането на продукти от изветрителната кора. По запаси на боксит страната заема 5-то място в света.
Климатът на Ямайка е тропичен, пасатен. Средната януарска температура 24 – 25°С, а средната юлска 26 – 27°С. Годишната сума на валежите на юг е около 800 mm, а по северните наветрени склонове достига до 5000 mm. Страната лежи в ураганния пояс на Атлантическия океан, в резултат на което доста често е удряна от тропически бури и урагани. Примери за урагани, причинили значителни разрушения и взели много жертви през 20 век, са Чарли през 1951 г. и Гилбърт през 1988 г. През 21 век ураганите Иван, Дийн, Денис и Густав също предизвикват големи поражения на острова.
Почвите са предимно планински кафеникаво-червени е червено-кафяви, върху които са развити савани и сухи гори. Централната част на острова и североизточните склонове на планините са покрити със сезонно влажни вечнозелени тропически гори с ценни дървесни видове. В западните части и низините на юг преобладава саванната растителност. Животинският свят е относително беден: птици, дребни гризачи, земноводни и прилепи.

## Държавно устройство
Ямайка е независима държава в състава на Британската общност. Глава на държавата е кралят на Великобритания, представен от генерал-губернатор. Законодателната власт принадлежи на парламента, състоящ се от Сенат (21 назначавани членове) и Палата на представителите (60 депутати, избирани за 5 години). Изпълнителната власт се осъществява от премиер-министър и министерски съвет.

## Административно деление
Ямайка е съставена от 14 енории, които са групирани в три исторически окръга, които нямат никаква административна приложимост.
| окръг Корнуол | окръг Корнуол  | окръг Мидълсекс | окръг Мидълсекс | окръг Съри | окръг Съри  | Карта |
| ------------- | -------------- | --------------- | --------------- | ---------- | ----------- | ----- |
| 1             | Хановър        | 6               | Кларъндън       | 11         | Кинстън     |       |
| 2             | Сейнт Елизабет | 7               | Манчестър       | 12         | Портланд    |       |
| 3             | Сейнт Джеймс   | 8               | Сейнт Ан        | 13         | Сейнт Андрю |       |
| 4             | Трелоуни       | 9               | Сейнт Катерин   | 14         | Сейнт Томас |       |
| 5             | Уестморланд    | 10              | Сейнт Мери      |            |             |       |

## Икономика
Туристическият бизнес в Ямайка е силно развит. Красивите плажове и топлото Карибско море привличат над 850 000 туристи всяка година. Голяма част от населението работи и в алуминиевата рудна индустрия. Островът също изнася големи количества захар и банани. През 2002 г. от основната земеделска култура – захарната тръстика, са произведени около 250 хил. тона захар. На острова се отглеждат над 440 000 кози и почти толкова глави едър рогат добитък. Освен селското стопанство, в което е заето около 1/5 от трудоспособното население, основа на ямайската икономика е риболовът.

## Култура
Денят на независимостта е национален празник на Ямайка. Чества се независимостта от Великобритания (1962 г.). Празнува се всеки първи понеделник на месец август.